# Straßenbahn Laconia

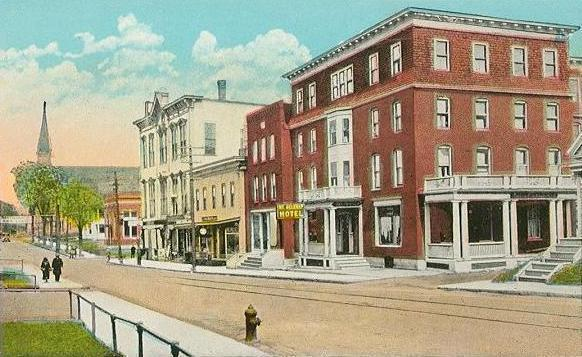
Webster Square in Lakeport, ca. 1915 mit der Straßenbahnstrecke

Die Stadt Laconia im US-Bundesstaat New Hampshire hatte von 1882 bis 1925 einen Straßenbahnbetrieb.

## Geschichte
1881 gründeten ortsansässige Unternehmer die Laconia and Lake Village Horse Railroad, um eine Pferdebahn zwischen ihren namensgebenden Orten Laconia und Lake Village (heute Lakeport) zu bauen und zu betreiben. Sie ging vom Willard Hotel auf der South Main Street in Laconia bis zu den Dampfbootanlegern in Lake Village auf einer Streckenlänge von 3,3 km im August 1882 in Betrieb. Die Bahn fuhr auf Gleisen mit einer Spurweite von drei Fuß (914 mm). Die Strecke führte von der South Main Street durch die North Main Street, Pleasant Street, Depot Square (Bahnhof Laconia), Church Street und Union Avenue bis nach Lake Village. Die Fahrzeuge der Bahn waren in einem Depot an der South Main Street nahe dem Willard Hotel untergestellt. Später wurde eine wechselseitig befahrene Schleife durch Laconia gebaut, die über South Main Street, Garfield Street, Lincoln Street, Pearl Street und Court Street wieder zur South Main Street führte und unter anderem den Friedhof der Stadt anband. Im Winter ruhte der Schienenverkehr, Fahrgäste wurden in zwei bahneigenen Pferdeschlittenwagen befördert.
1898 beschloss die Bahngesellschaft, auch auf Druck der Lokalpresse hin, den Betrieb zu elektrifizieren. Die Gesellschaft wurde daraufhin in Laconia Street Railway Company umbenannt. Ab Anfang September 1898 befuhren elektrische Triebwagen die Strecke, die nun ganzjährig betrieben wurde. Gleichzeitig wurde ein neues Depot an der Union Avenue in Höhe Lyman Street eröffnet. Die Bahn wurde im Juni 1899 entlang des Lake Paugus nach The Weirs (heute Weirs Beach) verlängert, wo sich die Endstelle in der Lakeside Avenue nahe dem Bahnhof befand. Dieser neue Abschnitt wurde nur von April bis Oktober bedient. Die Gesamtstreckenlänge betrug nun 13,45 Kilometer. Ende März 1903 wurde der Betrieb der Bahn zunächst eingestellt, um die Gleise auf Normalspur umzubauen, was Ende Juni 1903 abgeschlossen war.
Die drei Ausweichen der eingleisigen Bahn lagen in der Union Avenue südlich der Gilford Avenue, an der Zwischenendstelle Lakeport etwa 1200 Meter nördlich des Lakeport Square nahe der Clark Avenue, sowie nahe Langley’s Cove am Lake Paugus, etwa auf halbem Wege zwischen Lakeport und The Weirs. Abstellgleise für Einsatzwagen befanden sich am Bahnhof Laconia und am Bayside Cemetery im Norden von Lakeport.
Im Juli 1918 wurde die Schleife in Laconia stillgelegt. Die Wagen fuhren nur noch bis zur Ecke South Main Street/Court Street, aber die Strecke in der Court Street bis zur Pearl Street wurde noch gelegentlich bei Veranstaltungen auf den Fair Grounds bedient. Die Gleise in der South Main Street blieben ebenfalls liegen und wurden ab Mai 1919 wieder linienmäßig bis zur Ecke Garfield Street befahren.
Im Mai 1925 erwarb die Bahngesellschaft zwei Omnibusse, ein dritter kam im Juni hinzu. Sie wurden auf der Strecke nach The Weirs eingesetzt. Am 9. August 1925 fuhren die Straßenbahnen letztmals planmäßig. Noch für einige Wochen wurden Straßenbahnwagen eingesetzt, wenn die Busse nicht ausreichten oder repariert werden mussten. Im Herbst 1925 wurde die Strecke stillgelegt und die Oberleitung abgebaut.

## Betrieb
Die elektrische Straßenbahn verkehrte alle 20 Minuten, wobei anfangs die Schleife in Laconia wechselseitig befahren wurde. Nachdem dies zu Verwirrungen bei den Fahrgästen führte, verkehrten schon bald alle Wagen im Uhrzeigersinn. Die Bahnen fuhren gleichzeitig in Lakeport und an der Ecke Pearl Street/Academy Street in Laconia ab, jeweils von 6 Uhr bis 22:20 Uhr, samstags bis 22:40 Uhr. Der Abschnitt von Lakeport bis The Weirs wurde nur im Sommerhalbjahr befahren, normalerweise ab April, wenn die Strecke schneefrei war, bis zum ersten größeren Wintereinbruch, normalerweise im Oktober. Im April fuhren oftmals nur wenige Fahrten am Tag nach The Weirs, ab Mai etwa stündlich ein Wagen von 6 Uhr früh bis 18 Uhr. Im Frühjahr und ebenfalls Herbst mussten die Fahrgäste in Lakeport umsteigen. Die Strecke zwischen Lakeport und The Weirs wurde mit den kleineren zweiachsigen Fahrzeugen bedient, während zwischen Laconia und Lakeport die größeren Vierachser fuhren. Ab Anfang Juni fuhren die Bahnen normalerweise umsteigefrei alle 40 Minuten bis The Weirs, ab Mitte bis Ende Juni nachmittags alle 20 Minuten.
Ab 1906 wurde in den Sommermonaten auch Stückgut nach The Weirs transportiert, was jedoch kaum Profit abwarf.

## Fahrpreise
Anfangs kostete eine Fahrt sechs Cent, wobei 5-Fahrten-Karten für 25 Cent verkauft wurden. Am 1. August 1917 wurde der Preis für eine Fahrt auf sieben Cent angehoben. 20-Fahrten-Karten für Berufspendler wurden nun für einen Dollar, ab Dezember 1918 für 1,20 Dollar, verkauft. Ab 1. August 1919 hob die Bahngesellschaft die Fahrpreise erneut an. Eine Einzelfahrt kostete nun zehn Cent und 5-Fahrten-Karten wurden für 40 Cent angeboten. In den 1920er Jahren wurden die Preise noch einmal angehoben.

## Fahrzeuge
Bei Eröffnung der Bahn 1882 standen zwei geschlossene und zwei offene Pferdewagen, 14 Pferde, ein Flachwagen, ein Schneepflug sowie mehrere Arbeitsfahrzeuge zur Verfügung. Einer der geschlossenen Wagen, Nr. 8, wurde mit Elektrifizierung des Betriebs in einen elektrischen Triebwagen (Nr. 13) umgebaut. Die Bahn erwarb außerdem zur Elektrifizierung die geschlossenen zweiachsigen Triebwagen 11 und 15, sowie die offenen zweiachsigen Triebwagen 12 und 14 und die offenen vierachsigen Triebwagen 16, 18, 20 und 22. Wagen 13 wurde schon wenige Jahre später verschrottet und vierachsige geschlossene Triebwagen wurden in den Fuhrpark aufgenommen. Einer davon, der wiederum die Nr. 13 erhielt, wurde von der Straßenbahn Concord gebraucht gekauft, die übrigen, Nr. 17 und 19, waren fabrikneu. Letzterer kam erst 1907 hinzu. Wenige Jahre nach Elektrifizierung der Bahn kaufte die Gesellschaft einen elektrischen Schneepflug, der die Nummer 1 erhielt. Mit der Umspurung der Bahn auf Normalspur im Jahre 1903 wurden alle vorhandenen Fahrzeuge ebenfalls umgespurt. 1906 erwarb die Bahn noch einen Stückgutwagen mit unbekannter Nummer.
Bis auf den von Concord gekauften Wagen stammten alle diese Wagen von der ortsansässigen Laconia Car Company. Nachdem diese jedoch auch nach 1918 nur Holzwaggons herstellte, erwarb die Bahngesellschaft im Jahre 1919 ihre beiden neuen geschlossenen Stahltriebwagen des Typs Birney Safety Car (Nr. 21 und 23) von der American Car Company in St. Louis. Zwei weitere mit den Nummern 25 und 27 wurden 1920 von der Wason Manufacturing Company in Springfield gekauft.
In der Anfangszeit der Bahn bis etwa zur Umspurung waren die Bahnen ziegelrot bis maronenbraun gestrichen. Danach wurden sie olivgrün angestrichen. Die 1919 und 1920 erworbenen Wagen waren wiederum rot.
Nach der Stilllegung der Bahn wurden die erst wenige Jahre alten Triebwagen 21, 23, 25 und 27 mit den neuen Nummern 72, 74, 76 und 78 an die York Utilities Corporation in Maine verkauft. Triebwagen 17 wurde an eine Privatperson abgegeben, Triebwagen 19 vermutlich an eine andere Bahn verkauft. Die übrigen Wagen wurden verschrottet.